# Скюдери, Александр Петрович
Александр Петрович Скюдери (24 декабря 1817, Москва — 4 августа 1855, Чёрная речка) — русский офицер, полковник, командир Одесского полка, участник Крымской войны. Погиб в ходе сражения на Чёрной речке.

## Биография
Родился 24 декабря 1817 года и крещён в Москве. Отец, Скюдери Петр Антонович (1772—1858), был одним из известных русских врачей. Его пациентами были российский поэт Константин Батюшков и герой Бородина генерал Петр Ермолов. С 1823 по 1828 год он был врачом на службе в Кремлевской экспедиции, семья жила в Кремле. Мать — Екатерина Ивановна, в девичестве Храповицкая, брат Пётр, сестра Анастасия.

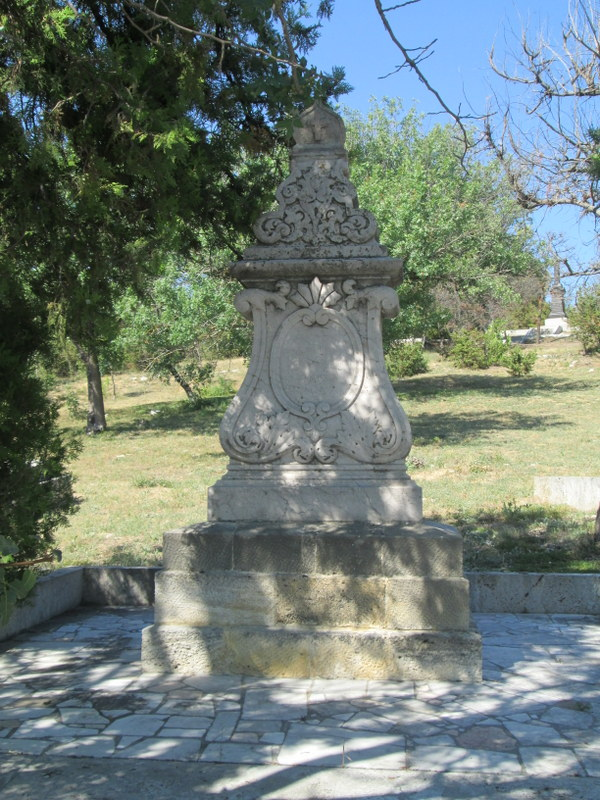
Могила А. П. Скюдери на Братском кладбище

Военное образование Александр Скюдери получил в Школе гвардейских подпрапорщиков и кавалерийских юнкеров которую окончил в 1837 году. В ходе Крымской войны в сражении при Ольтенице 23 октября 1853 года, будучи подполковником, командиром 1-го батальона Якутского полка, повел его на штурм укрепленного карантина, получил три тяжелые раны и контузию, не покинул поле боя, продолжая вести батальон, с примерною твердостью духа до совершенного ослабления сил от истечения крови. Произведён в полковники. Едва оправившись от раны, принял Одесский полк, с которым участвовал в делах 13-го октября 1854 года и 24-го октября 1854 года при наступлении к Балаклаве. Александр Петрович Скюдери был назначен командиром Одесского 48-й пехотного полка (в должности 21.03.1854 — 04.08.1855). 4 августа 1855 года участвовал в сражении на реке Чёрной, где и погиб вместе со своим полком. Скюдери был принесён на перевязочный пункт с тремя штыковыми, четырьмя пулевыми и двумя картечными ранами и скончался через несколько минут, прося наградить вынесших его из-под огня нижних чинов.
Похоронен на Братском кладбище в Севастополе. Могила А. П. Скюдери — ОКН России регионального значения ( Объект культурного наследия народов РФ регионального значения. Рег. № 921711306400005 (ЕГРОКН)). Надпись: «Одесского полка / командир полковник /Александр Петрович / Скюдери / убит 4 авг. 1855 года»